# Scleroderma
Scleroderma sau scleroza sistemică este o boală progresivă ce cuprinde o multitudine de abnormalități vasculare la nivelul pielii și la nivelul organelor interne..Evoluția bolii duce la contractarea și întărirea pielii de structurile subdiacente. De obicei, boala își face simțită prezența la persoane cu vârste cuprinse între 25 și 55 de ani. Depozitarea excesivă de colagen, principala proteină ce susține țesuturile conectoare, caracterizează scleroza sistemică. În cazurile de sclerodermă localizată petecurile izolate de piele întărită sunt adesea singurul semn al bolii.